# Seznam medailistů na mistrovství Evropy – kladivo
Toto je kompletní seznam medailistů v hodu kladivem na mistrovství Evropy v atletice mužů od roku 1934 do současnosti.

## Muži
| Rok  | Místo     | Zlato                            | Výkon vítěze                     | Stříbro                          | Bronz                            |
| ---- | --------- | -------------------------------- | -------------------------------- | -------------------------------- | -------------------------------- |
| 1934 | Turín     | Ville Pörhölä                    | 50.34                            | Fernande Vandelli                | Gunnar Jansson                   |
| 1938 | Paříž     | Karl Hein                        | 58.77                            | Erwin Blask                      | Oscar Malbrandt                  |
| 1946 | Oslo      | Bo Ericson                       | 56.44                            | Eric Johansson                   | Duncan Clark                     |
| 1950 | Brusel    | Sverre Strandli                  | 55.71                            | Teseo Taddia                     | Jiří Dadák                       |
| 1954 | Bern      | Michail Krivonosov               | 63.34                            | Sverre Strandli                  | József Csermák                   |
| 1958 | Stockholm | Tadeusz Rut                      | 64.78                            | Michail Krivonosov               | Gyula Zsivótzky                  |
| 1962 | Bělehrad  | Gyula Zsivótzky                  | 69.64                            | Alexej Baltovskij                | Jurij Bakarinov                  |
| 1966 | Budapešť  | Romuald Klim                     | 70.02                            | Gyula Zsivótzky                  | Uwe Beyer                        |
| 1969 | Athény    | Anatolij Bondarčuk               | 74.68                            | Romuald Klim                     | Reinhard Theimer                 |
| 1971 | Helsinky  | Uwe Beyer                        | 72.36                            | Reinhard Theimer                 | Anatolij Bondarčuk               |
| 1974 | Řím       | Alexej Spiridonov                | 74.20                            | Jochen Sachse                    | Reinhard Theimer                 |
| 1978 | Praha     | Jurij Sedych                     | 77.28                            | Roland Steuk                     | Karl-Hans Riehm                  |
| 1982 | Athény    | Jurij Sedych                     | 81.66                            | Igor Nikulin                     | Sergej Litvinov                  |
| 1986 | Stuttgart | Jurij Sedych                     | 86.74 RM                         | Sergej Litvinov                  | Igor Nikulin                     |
| 1990 | Split     | Igor Astapkovič                  | 84.14                            | Tibor Gécsek                     | Igor Nikulin                     |
| 1994 | Helsinky  | Vasilij Sidorenko                | 81.10                            | Igor Astapkovič                  | Heinz Weis                       |
| 1998 | Budapešť  | Tibor Gécsek                     | 82.87                            | Balázs Kiss                      | Karsten Kobs                     |
| 2002 | Mnichov   | Adrián Annus                     | 81.17                            | Vladislav Piskunov               | Alex Papadimitriou               |
| 2006 | Göteborg  | Olli-Pekka Karjalainen           | 80.84                            | Vadim Děvjatovskij               | Markus Esser                     |
| 2010 | Barcelona | Libor Charfreitag                | 80.02                            | Nicola Vizzoni                   | Krisztián Pars                   |
| 2012 | Helsinky  | Krisztián Pars                   | 79.72                            | Alexej Zagornyj                  | Szymon Ziółkowski                |
| 2014 | Curych    | Krisztián Pars                   | 82.69                            | Paweł Fajdek                     | Szymon Ziółkowski                |
| 2016 | Amsterdam | Paweł Fajdek                     | 80.93                            | Ivan Tichon                      | Wojciech Nowicki                 |
| 2018 | Berlín    | Wojciech Nowicki                 | 80.12                            | Paweł Fajdek                     | Bence Halász                     |
| 2020 | Paříž     | zrušeno kvůli pandemii covidu-19 | zrušeno kvůli pandemii covidu-19 | zrušeno kvůli pandemii covidu-19 | zrušeno kvůli pandemii covidu-19 |
| 2022 | Mnichov   | Wojciech Nowicki                 | 82.00                            | Bence Halász                     | Eivind Henriksen                 |
| 2024 | Řím       | Wojciech Nowicki                 | 80.95                            | Bence Halász                     | Mychajlo Kochan                  |

## Ženy
- Závod žen se poprvé uskutečnil v roce 1998

| Rok  | Místo     | Zlato                            | Výkon vítěze                     | Stříbro                          | Bronz                            |
| ---- | --------- | -------------------------------- | -------------------------------- | -------------------------------- | -------------------------------- |
| 1998 | Budapešť  | Mihaela Melinteová               | 71.17                            | Olga Kuzenkovová                 | Kirsten Münchowová               |
| 2002 | Mnichov   | Olga Kuzenkovová                 | 72.94                            | Kamila Skolimowska               | Manuela Montebrunová             |
| 2006 | Göteborg  | Taťjana Lysenková                | 76.67                            | Gulfija Chanafejevová            | Kamila Skolimowska               |
| 2010 | Barcelona | Betty Heidlerová                 | 76.38                            | Taťjana Lysenková                | Anita Włodarczyková              |
| 2012 | Helsinky  | Anita Włodarczyková              | 74.29                            | Martina Hrašnová                 | Anna Bulgakovová                 |
| 2014 | Curych    | Anita Włodarczyková              | 78.76                            | Martina Hrašnová                 | Joanna Fiodorowová               |
| 2016 | Amsterdam | Anita Włodarczyková              | 78.12                            | Betty Heidlerová                 | Hanna Skydanová                  |
| 2018 | Berlín    | Anita Włodarczyková              | 78.94 RM                         | Alexandra Tavernierová           | Joanna Fiodorow                  |
| 2020 | Paříž     | zrušeno kvůli pandemii covidu-19 | zrušeno kvůli pandemii covidu-19 | zrušeno kvůli pandemii covidu-19 | zrušeno kvůli pandemii covidu-19 |
| 2022 | Mnichov   | Bianca Ghelberová                | 72.72                            | Ewa Różańska                     | Sara Fantiniová                  |
| 2024 | Řím       | Sara Fantiniová                  | 74,18                            | Anita Włodarczyková              | Rose Logaová                     |